# منطقه ردبریج لندن
منطقه ردبریج لندن (به انگلیسی: London Borough of Redbridge) یک منطقه در بریتانیا است.
این منطقه ۵۶.۴۱ کیلومتر مربع مساحت و ۲۵۷٬۶۰۰ نفر جمعیت دارد.

## نگارخانه

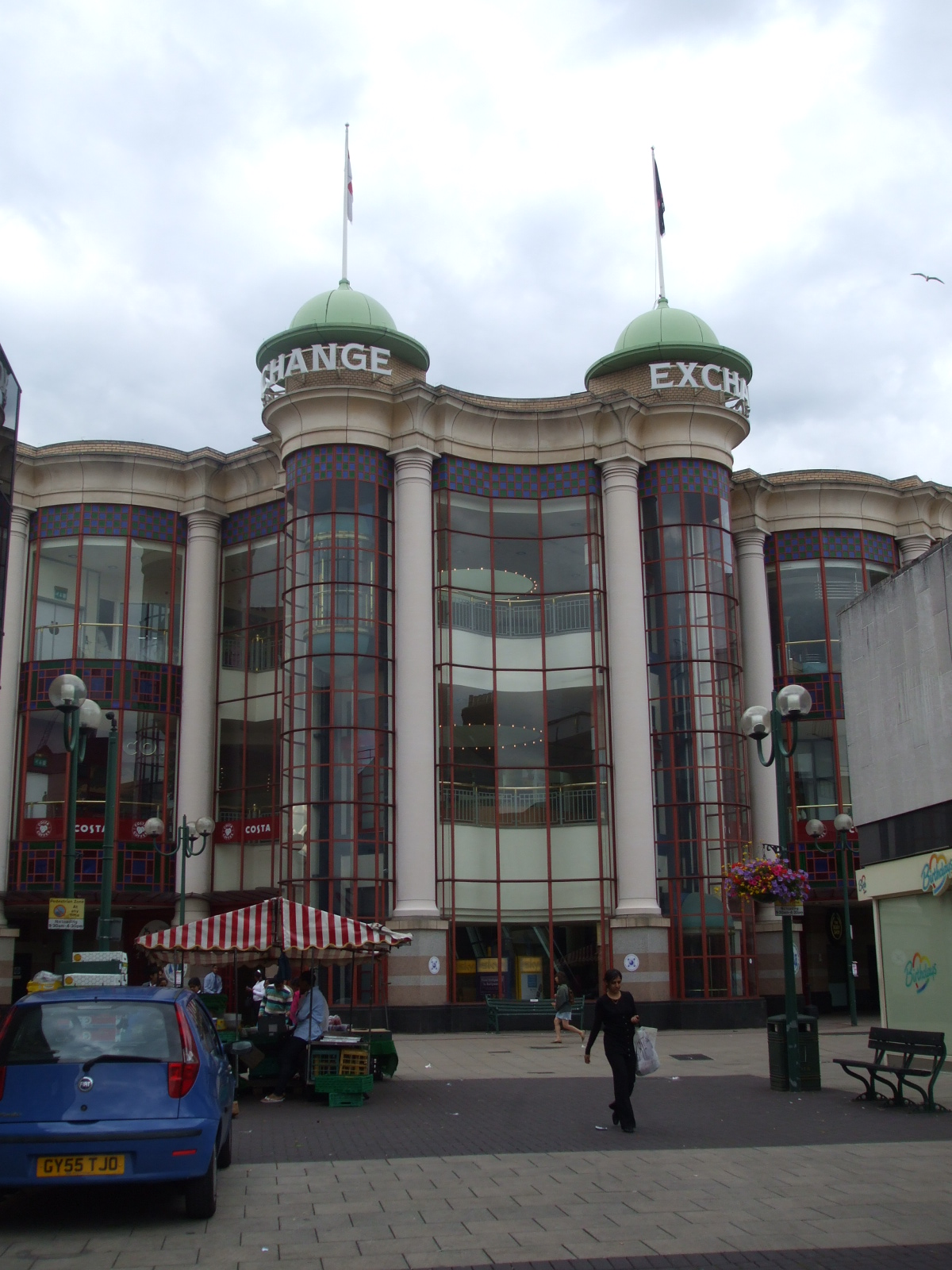
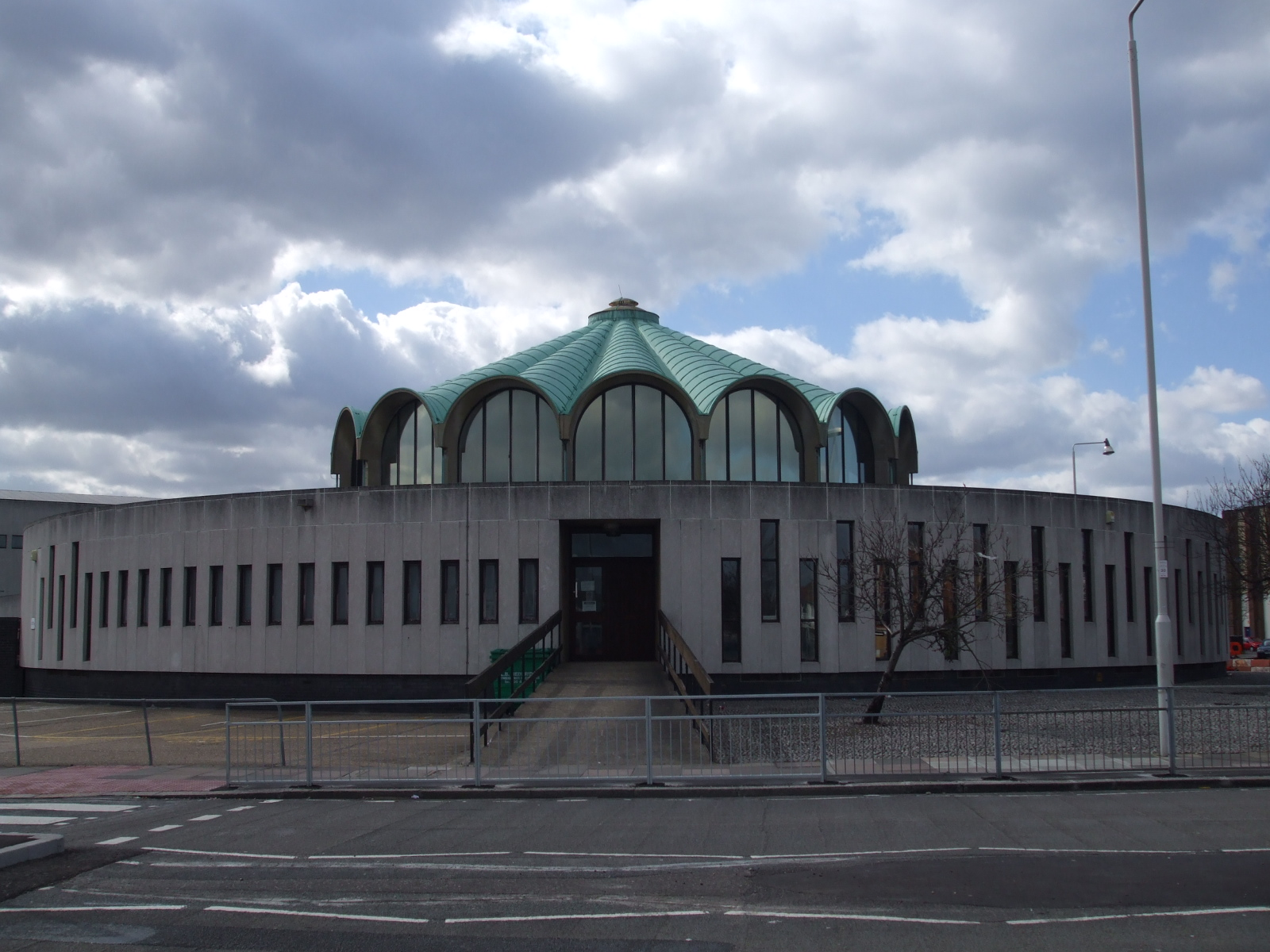
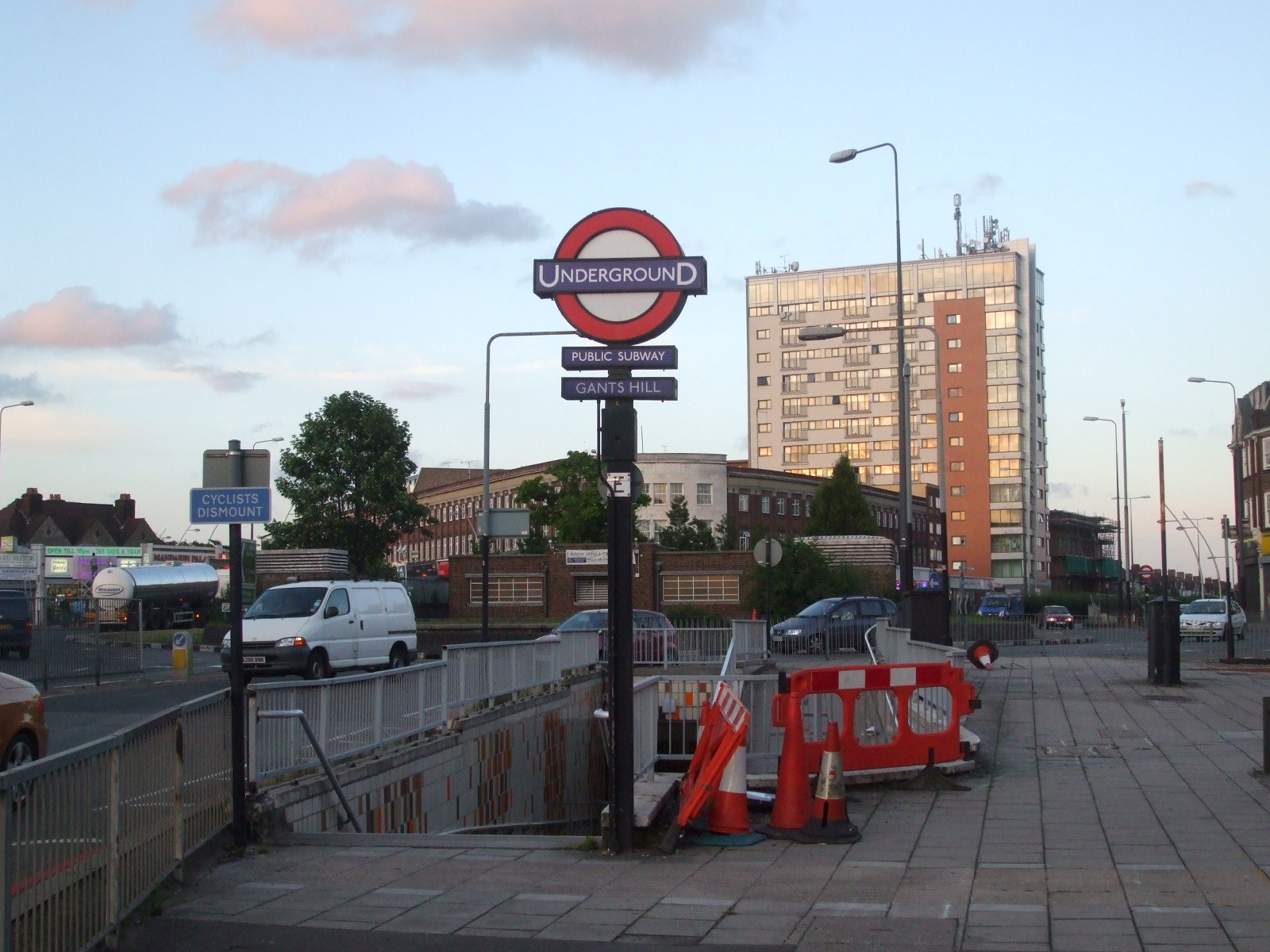
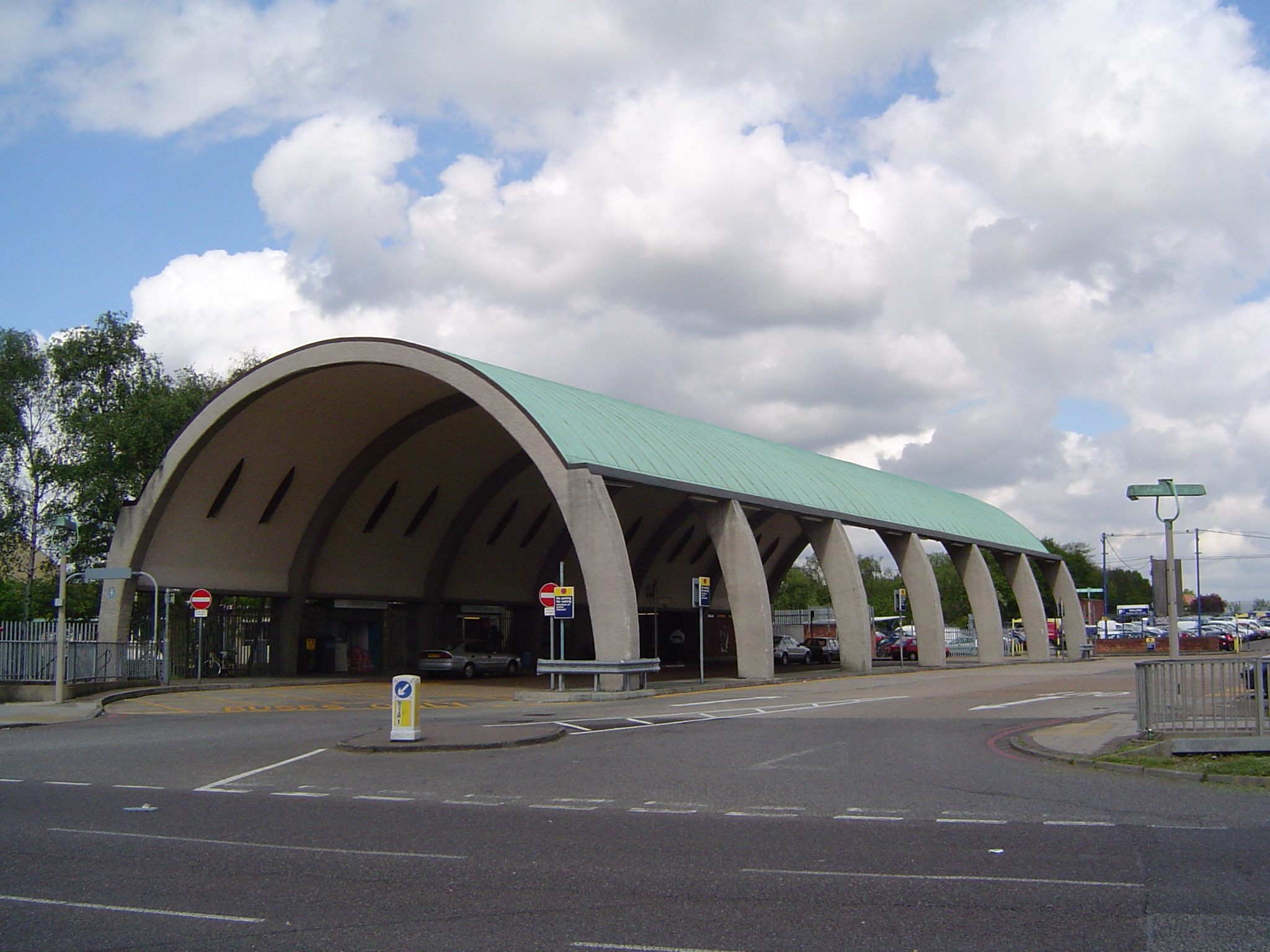